# 柳忱
柳 忱（りゅう しん、471年 - 511年）は、南朝斉から梁にかけての官僚。字は文若。本貫は河東郡解県。兄は柳悦・柳惔・柳惲・柳憕。

## 経歴
柳世隆（柳元景の弟の柳叔宗の子）の五男として生まれた。数歳のとき、父の柳世隆と母の閻氏が病に伏せったことがあったが、柳忱が1年のあいだ帯を解かずに看病したことから、その孝行なことで知られた。父が死去すると、喪に服して哀毀甚だしかった。司徒行参軍を初任とし、太子中舎人・西中郎主簿・西中郎功曹史を歴任した。
永元2年（500年）、東昏侯が巴西郡太守の劉山陽を派遣して荊州から雍州の蕭衍を襲撃させようと図った。荊州にいた西中郎長史蕭穎冑は方針が定まらず、夜間に柳忱や席闡文らを招いて議論させた。柳忱は東昏侯の暗愚と蕭衍の英雄ぶりを説いた。席闡文もまた蕭衍につくよう勧めた。そこで蕭穎冑は劉山陽を誘い出して斬り、荊州を蕭衍につかせると、柳忱を寧朔将軍とした。
中興元年（501年）、和帝が即位すると、柳忱は尚書吏部郎となり、輔国将軍・南平郡太守に任じられた。ほどなく太守のまま侍中・冠軍将軍の位を加えられた。吏部尚書に転じたが、受けなかった。郢州が平定されると、蕭穎冑は江陵から夏口へ遷都する議論を起こしたが、柳忱は長江上流域が平定されていないことを理由に強く諫めた。蕭穎冑は聞き入れなかったが、ほどなく巴東の兵が峡口に迫ると、遷都の議論は止んだ。論者は柳忱の先見の明に感心した。
天監元年（502年）、蕭衍が梁の武帝として即位すると、柳忱は五兵尚書となり、驍騎将軍を兼ねた。建国の功績により州陵伯に封じられた。天監2年（503年）、安西長史・冠軍将軍・南郡太守として出向した。天監6年（507年）、建康に召還されて員外散騎常侍・太子右衛率とされた。着任しないうちに、持節・都督湘州諸軍事・輔国将軍・湘州刺史となった。天監8年（509年）、勝手に軍丁の役を免除した罪を問われた。まもなく入朝して秘書監となり、散騎常侍の位を受けた。祠部尚書に転じたが、病のために受けなかった、改めて給事中・光禄大夫に任じられたが、病が重く受けなかった。天監10年（511年）、私邸で死去した。享年は41。中書令の位を追贈された。諡は穆といった。
子の柳範が後を嗣いだ。

## 伝記資料
- 『梁書』巻12 列伝第6
- 『南史』巻38 列伝第28